# Eustomias vulgaris
Eustomias vulgaris is een  straalvinnige vissensoort uit de familie van Stomiidae. De wetenschappelijke naam van de soort is voor het eerst geldig gepubliceerd in 2001 door Clarke.
De soort staat op de Rode Lijst van de IUCN als niet bedreigd, beoordelingsjaar 2009.